# (12975) Ефремов
(12975) Ефремов (лат. Efremov) — типичный астероид главного пояса, открыт 28 сентября 1973 года советским астрономом Николаем Черных в Крымской астрофизической обсерватории и 21 июля 2005 года назван в честь советского и российского астронома Юрия Ефремова.

## Обнаружение и именование
(12975) Ефремов
Открыт 28 сентября 1973 года в Крымской астрофизической обсерватории Н. С. Черных.
Юрий Николаевич Ефремов (р. 1937) — ведущий научный сотрудник Астрономического института имени Штернберга Московского университета. Хорошо известны его работы по переменным звёздам и областям звездообразования. Обнаружил зависимость периода от возраста цефеид и создал концепцию больших комплексов молодых звёзд.
Оригинальный текст (англ.)12975 Efremov
Discovered 1973 Sept. 28 by N. S. Chernykh at the Crimean Astrophysical Observatory.
Yurij Nikolaevich Efremov (b. 1937) is a leading research scientist at the Sternberg Astronomical Institute, Moscow University. His works on variable stars and star-formation regions are well known. He discovered the period-age relationship for cepheids and created the concept of large complexes of young stars.
Источники: 20050721/MPCPages.arc; M.P.C. 54562.

## Орбита

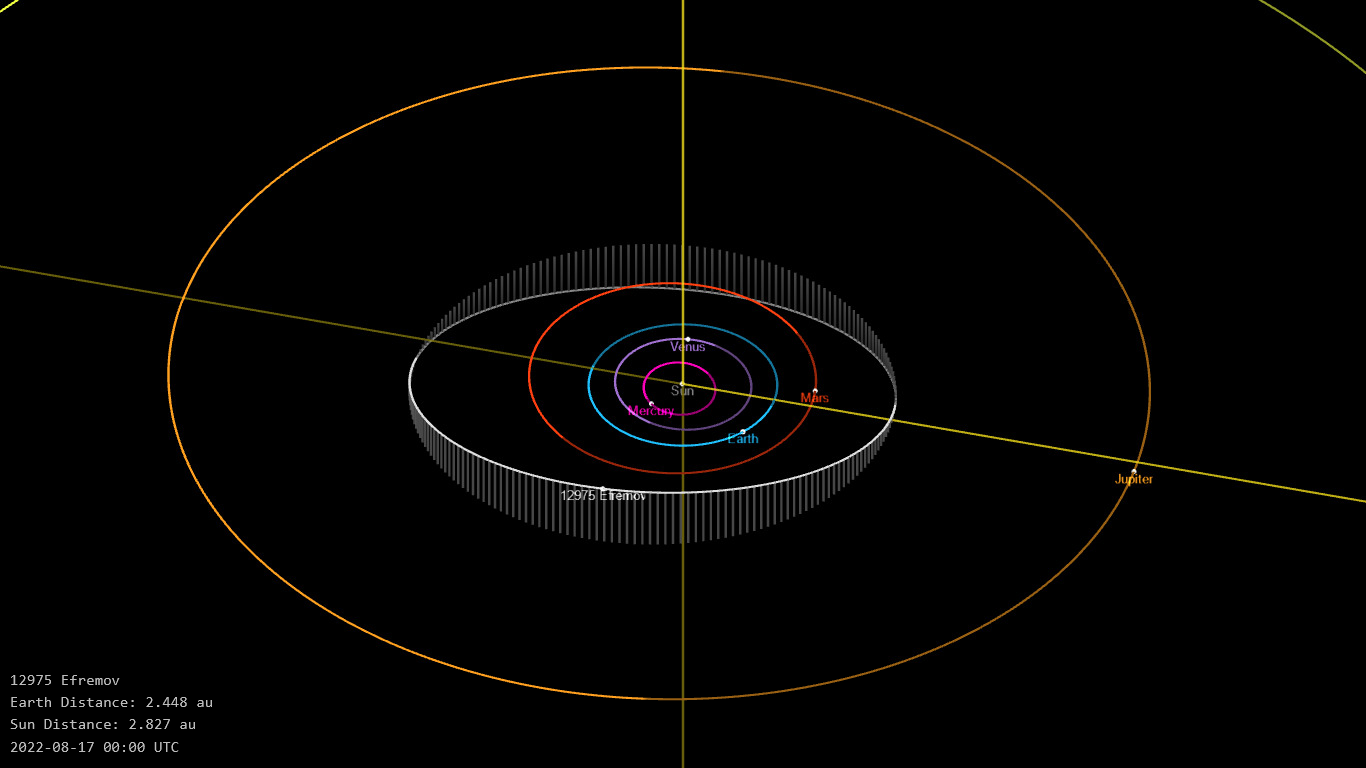
Орбита астероида Ефремов и его положение в Солнечной системе

## Физические характеристики
Астероид относится к таксономическому классу S.
По результатам наблюдений в видимом и ближнем инфракрасном диапазоне космического телескопа NEOWISE диаметр астероида оценивался равным 6,749±0,176 км и 5,51±1,08 км. Согласно тем же источникам альбедо оценивается как 0,1693±0,0123, 0,25±0,12 и 0,169±0,012.